# (37940) 1998 HA4
1998 HA4 (asteroide 37940) é um asteroide da cintura principal. Possui uma excentricidade de 0.16115750 e uma inclinação de 5.18553º.
Este asteroide foi descoberto no dia 19 de abril de 1998 por Spacewatch em Kitt Peak.